# Timilpan
Timilpan är en kommun i Mexiko.   Den ligger i delstaten Mexiko, i den sydöstra delen av landet, 80 km nordväst om huvudstaden Mexico City. Antalet invånare är 14 335.
Följande samhällen finns i Timilpan:
- San Andrés Timilpan
- Tercera Manzana de Zaragoza
- San Antonio Yondejé
- Primera Manzana del Pueblo de Rincón de Bucio
- Barrio de Ocampo
- Barrio Iturbide
- Huapango
- Segunda Manzana de Barrio Morelos
- Primera Manzana Barrio de Hidalgo
- Tercera Manzana de Barrio Iturbide Ixcaja
- Primera Manzana de San Nicolás
- Primera Manzana de Cañada de Lobos
- Barrio Quinto de Maxdá
- Agua Bendita